# 阿德納 (新澤西州)
阿德納（英語：Ardena）是位於美國新澤西州蒙茅斯縣的非建制地區。

## 歷史
阿德納的郵局於1891年設立，其後於1907年停運。

## 地理
阿德納所處的海拔為高於海平面30米（即98英呎），而該地所採用的時區為UTC-5，即北美东部时区（EST）。同時該地設有夏令時間，為UTC-5調快一小時，即UTC-4（EDT）。